# Hans Vosseler
Hans Vosseler (n. 5 februarie 1949, Paderborn, Germania) este un înotător ce a reprezentat Germania, medaliat olimpic. A participat la o ediție a Jocurilor Olimpice (1972) în care a câștigat o medalie de argint.

## Participări
Lista de mai jos prezintă principalele competiții la care a participat Hans Vosseler de-a lungul carierei.
- swimming at the 1972 Summer Olympics – men's 4 × 200 metre freestyle relay[*]